# Christen Ager-Hanssen

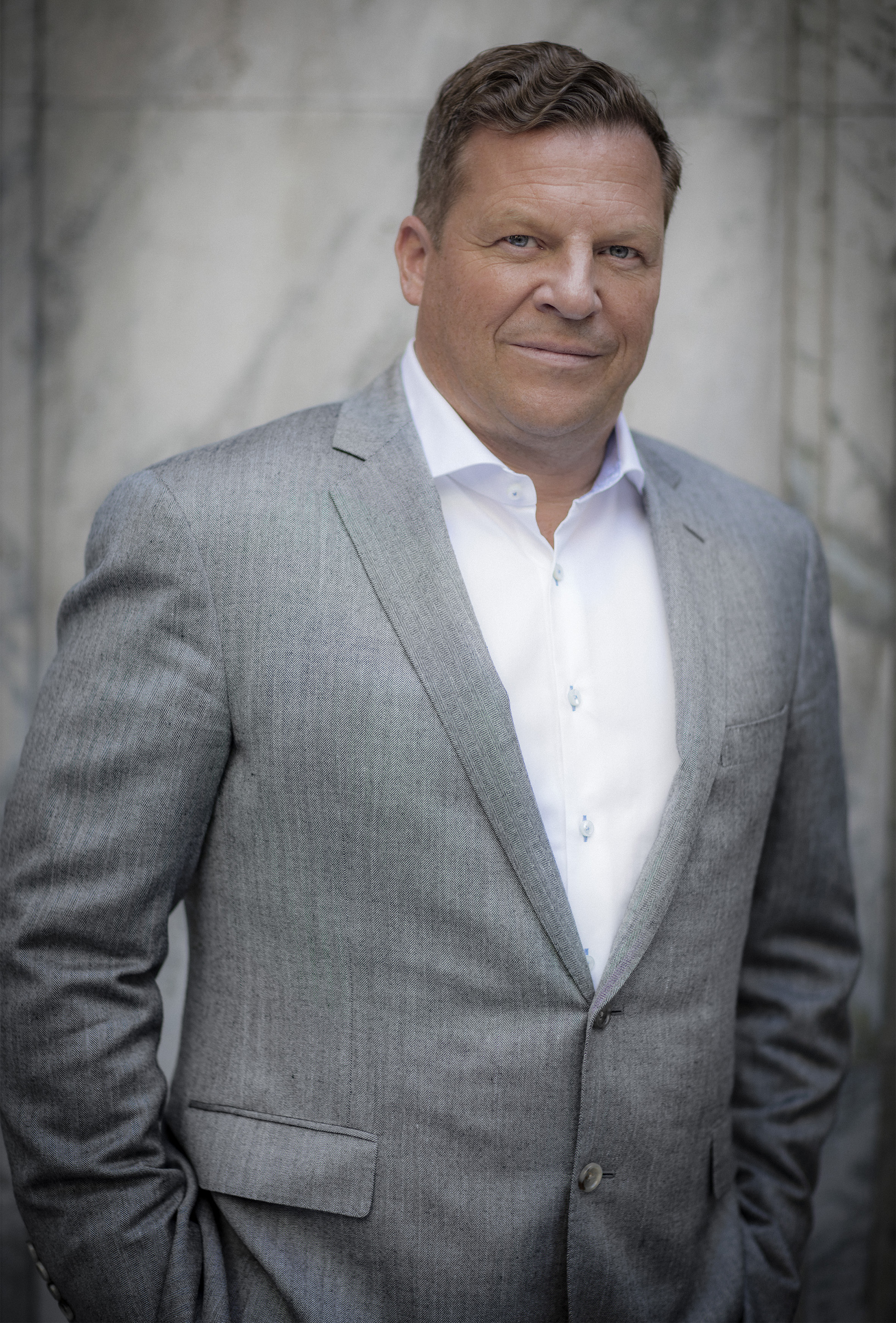
Christen Ager-Hanssen

Christen Eugen Ager-Hanssen (geboren 29. Juli 1962) ist ein norwegischer Investor und ehemaliger Internet-Unternehmer.

## Werdegang
Ager-Hanssen ist Sohn des Kernphysikers und Industriellen Henrik Ager-Hanssen.
1997 gründete Ager-Hanssen die Risikokapitalgesellschaft Cognition mit Sitz in Göteborg, Stockholm und London. Gegen Ende der 1990er Jahre wurde er von der norwegischen Zeitung Verdens Gang als der reichste Mensch in Norwegen betrachtet. Dies basierte auf der Schätzung seines Unternehmens durch die HSBC-Bank vor dem geplanten Listing 2000 auf 15 bis 20 Milliarden Kronen. Der Börsengang wurde jedoch abgesagt und das spätere Platzen der Dotcom-Blase bescherte Ager-Hanssen massive Verluste.
Ager-Hanssen ist heute profilierter Aktienaktivist und wird mit seiner Investmentgesellschaft Custos (London) oft als umstrittener Investor bezeichnet. In den letzten Jahren war er an mehreren bedeutenden Akquisitionen von Medienunternehmen in Schweden und Großbritannien beteiligt, darunter auch die schwedische Zeitung Metro. Er ist größter Eigentümer von der Johnston Press-Gruppe, zu der viele Zeitungen in Großbritannien gehören.